# Acacia luteola
Acacia luteola é uma espécie de leguminosa do gênero Acacia, pertencente à família Fabaceae.